# Доменико Малатеста Новело
Доменико Малатеста Новело или Малатеста Новело (на италиански: Domenico Malatesta, Malatesta Novello; * 5 август 1418, Бреша; † 20 ноември 1465, Чезена) е италиански кондотиер, от 1429 до 1456 г. господар на Чезена, член на фамилията Малатеста.

## Биография
Той е син на Пандолфо III Малатеста (1370 – 1427) и на Антония да Бариняно.
Жени се през 1446 г. за Виоланта да Монтефелтро (1430 – 1493), дъщеря на Гуидантонио да Монтефелтро, сеньор на Урбино, и на втората му съпруга Катерина Колона, племенница на папа Мартин V.
Доменико основава в Чезена Библиотека Малатестиана – първата ренесансова гражданска библиотека с обществен достъп, отворена през 1454 г.